# Winfried Hofer
Winfried Hofer (* 24. November 1941 in Guben) ist ein Brigadegeneral außer Dienst des Heeres der Bundeswehr. 

## Leben
Hofer absolvierte das Abitur in Frankfurt am Main und trat 1962 in die Bundeswehr ein. Von 1964 bis 1968 war er Zugführer und von Juli 1971 bis März 1972 Logistikoffizier (S4) im ABC-Abwehrbataillon 220 in Sonthofen. Dazwischen war er von 1968 bis 1971 Kompaniechef der ABC-Abwehrkompanie 290 in Immendingen. 
Von 1972 bis 1974 absolvierte Hofer den 15. Generalstabslehrgang Heer an der Führungsakademie der Bundeswehr in Hamburg, wo er zum Offizier im Generalstabsdienst ausgebildet wurde. Anschließend wurde er Referent in der Stabsabteilung VI des Führungsstabes der Streitkräfte im Bundesministerium der Verteidigung in Bonn und war von 1977 bis 1979 Generalstabsoffizier für Planung, Ausbildung und Organisation (G3) der Panzerbrigade 3 in Nienburg/Weser. Es folgten Verwendungen als Bataillonskommandeur des ABC-Abwehrlehrbataillons 220 in Sonthofen von 1979 bis 1981, als Dozent an der Führungsakademie der Bundeswehr in Hamburg von 1981 bis 1984, als Chef des Stabes der 1. Panzerdivision in Hannover von 1984 bis 1986, als Fachgruppenleiter Führungslehre Heer an der Führungsakademie der Bundeswehr in Hamburg von 1986 bis 1988 und als Kommandeur der Heimatschutzbrigade 51 in Eutin von 1988 bis 1990. 
Vom 3. Oktober 1990 bis März 1993 war Hofer stellvertretender Befehlshaber und Chef des Stabes des Territorialkommandos Schleswig-Holstein und danach stellvertretender Divisionskommandeur der 6. Panzergrenadierdivision in Neumünster. Von April 1994 bis September 1995 war er stellvertretender Divisionskommandeur und Kommandeur Divisionstruppen der 6. Panzergrenadierdivision sowie zugleich stellvertretender Befehlshaber im Wehrbereich I. Von Oktober 1995 bis September 1997 war er Chef des Stabes des I. Deutsch-Niederländischen Corps in Münster und ab September 1997 in seiner letzten Verwendung National Military Representative beim Supreme Headquarters Allied Powers Europe der NATO in Mons in Belgien. Mit Ablauf des November 2001 wurde er in den Ruhestand versetzt.
Hofer ist evangelisch und verheiratet.